# Centrale nucleare di Vandellòs
La centrale nucleare di Vandellòs è una centrale nucleare spagnola situata presso la città di Vandellòs, nella Catalogna. L'impianto è composto da due reattori, un reattore spento di tipologia UNGG da 480MW ed un attivo di tipologia PWR da 1045MW di potenza netta, il terzo reattore programmato non è stato costruito a causa della moratoria sul nucleare.